# オウム真理教に係る破産手続における国の債権に関する特例に関する法律
オウム真理教に係る破産手続における国の債権に関する特例に関する法律（オウムしんりきょうにかかるはさんてつづきにおけるくにのさいけんにかんするとくれいにかんするほうりつ、平成10年法律第45号）は、地下鉄サリン事件などを起こしたオウム真理教が、被害者に対する損害賠償の支払にあたり破産したことに伴い、少しでも多くの配当金が被害者に支払われるよう、国の債権の優先順位の変更に関する日本の法律である。
オウム真理教の施設があった各地方自治体でも、同様の条例が定められた。
日本の法律で「オウム真理教」と名指ししているものは、他に「オウム真理教犯罪被害者等を救済するための給付金の支給に関する法律（オウム被害者救済法）」があるのみである。

## 内容
通常、破産処理手続において、国の債権は国以外の者が届け出た債権に先んじて弁済されることになっている。そのため、被害者への配当金額がその分減額されることになり、大きな問題になっていた。
そこで議員立法により、特例として国の債権の優先順位を変更し、国以外の者が届け出た債権のうち生命又は身体を害されたことによる損害賠償請求権を優先とすることになった。

## 構成
- 第1条 趣旨
- 第2条 国の債権に関する特例
- 附則